# توماس مردوخ
توماس مردوخ (بالإنجليزية: Thomas Murdoch)‏ هو مهندس أسترالي، ولد في 16 أبريل 1876 في Milawa, Victoria ‏ في أستراليا، وتوفي في 13 يوليو 1961 في غيلونغ في أستراليا.